# Taux normal d'extinction
Le taux normal d'extinction, ou taux naturel d'extinction (en anglais background extinction rate, taux d'extinction de fond) est la proportion d'espèces qui disparaît en l'absence de facteurs humains et hors période de catastrophe. Il est utilisé pour comparer les taux d'extinction actuels et ceux qui ont prévalu avant l'apparition des hommes dans les intervalles calmes entre les cinq extinctions de masse qu'a connues l'histoire géologique de la Terre. Le but est de déterminer si de nos jours la fréquence des extinctions est plus élevée que celle attendue. Certains scientifiques ayant avancé l'hypothèse d'une sixième extinction de masse déjà commencée, le calcul du taux moyen pré-anthropique est utilisé également dans le cadre de cette controverse. 

## La notion d'espérance de vie des espèces
Les extinctions font partie du processus évolutif. Entre les cinq extinctions de masse, les espèces ont continué à s'éteindre, mais à un rythme modéré. La durée de vie moyenne des espèces est estimée à cinq millions d'années,, avec des variations en fonction des spécificités et des effectifs de chacune. 
Les paléontologues se fondent sur les archives fossiles pour estimer d'abord le nombre d'espèces vivantes à une époque et dans un espace donnés, puis pour identifier celles qui ont disparu.     

## Calcul global
Les scientifiques estiment le taux d'extinction normal en utilisant l'unité  million d'espèces-années (MSY, million species year) 
- Selon une étude publiée dans Science Advances par Gerardo Ceballos et ses collègues en 2015, le taux « habituel » est compris entre 0,1 et 1 espèce éteinte par million d'espèces et par an ; cela signifie qu'on devrait avoir 1 extinction pour dix mille espèces en un siècle[6].

Ces scientifiques considèrent que le taux d'extinction actuel est 8 à 100 fois supérieur au taux habituel. Dans des conditions normales, il aurait dû y avoir 9 extinctions d'espèces de vertébrés depuis 1900 ; or d'après les estimations basses de l'UICN, il y en a eu 468 pendant cette période. Les causes de ce rythme accéléré d'extinctions seraient « la surpopulation humaine, liée à une croissance continue de la population, et la surconsommation ».
- Selon Frédérik Saltré et Corey J. A. Bradshaw, professeurs en écologie, le taux actuel d'extinction est 10 à 10 000 fois supérieur au taux normal, et pour que s'éteignent les espèces qui ont disparu au XXe siècle, il aurait fallu, en l'absence d'impact humain, entre 800 et 10 000 ans[8]. Ces deux scientifiques se fondent sur un taux moyen attendu d'une extinction par million d’espèces par an, c'est-à-dire que pour chaque million d'espèces, il en disparaît une chaque année en l’absence de perturbations exceptionnelles, naturelles ou humaines [9].

## Calcul par espèces
Certaines estimations de la durée de vie des espèces par taxonomie sont données ci-dessous (Lawton et May 1995). 
| Taxonomie                    | Source d'estimation    | Espérance de vie moyenne (en millions d'années) |
| ---------------------------- | ---------------------- | ----------------------------------------------- |
| Tous les invertébrés         | Raup (1978)            | 11                                              |
| Invertébrés marins           | Valentin (1970)        | 5–10                                            |
| Animaux marins               | Raup (1991)            | 4                                               |
| Animaux marins               | Sepkoski (1992)        | 5                                               |
| Tous les groupes de fossiles | Simpson (1952)         | 0,5–5                                           |
| Les mammifères               | Martin (1993)          | 1                                               |
| Mammifères cénozoïques       | Raup et Stanley (1978) | 1–2                                             |
| Les diatomées                | Van Valen              | 8                                               |
| Dinoflagelates               | Van Valen (1973)       | 13                                              |
| Foraminifères planctoniques  | Van Valen (1973)       | 7                                               |
| Bivalves cénozoïques         | Raup et Stanley (1978) | 10                                              |
| Échinodermes                 | Durham (1970)          | 6                                               |
| Graptolites siluriennes      | Rickards (1977)        | 2                                               |

## Spécificités de l'extinction actuelle
Lors de l’extinction de masse la plus grave, qui s'est produite à la fin du Permien il y a 250 millions d’années, entre 90 et 95 % des espèces connues avaient alors disparu. L'extinction actuelle ne se situe pas à la même échelle. Elle présente deux autres caractères nouveaux : d'une part elle est plus rapide, d'autre part à la différence des précédentes elle n'est pas due à des phénomènes géologiques (la dérive des continents, des éruptions volcaniques) ou à des catastrophes naturelles (changements climatiques, chute d’une météorite) mais pour une grande part à l'activité humaine,.  

## Marge d'erreur des mesures scientifiques
Le fait que le nombre total d'espèces, passées et présentes, soit actuellement inconnu, rend très difficile la mesure précise des taux d'extinction en l'absence de toute influence humaine. Pour calculer un taux, il est essentiel de connaître non seulement le nombre d'extinctions, mais aussi le nombre de non-extinctions. Environ  10 % seulement des espèces ont été décrites ; parmi les animaux, les moins bien connus sont les insectes (un million d'espèces identifiées, sur 8 à 15 millions), les mieux connus sont les vertébrés (95% des espèces de vertébrées sont décrites).